# Lijst van musea in Zuid-Korea
Hieronder volgt een lijst met musea in Zuid-Korea, gerangschikt per plaats:

## Busan
- Busan Museum of Modern Art

## Gyeongju
- Artsonje Museum

## Seoel
- Daelim Contemporary Art Museum
- Kimchi Field Museum
- Leeum Samsung Museum of Art
- National Museum of Contemporary Art
- National Museum of Korea
- Rodin Gallery
- Seoel Museum of Art
- Sungkok Art Museum
- War Memorial of Korea